# شرکت هواپیمایی

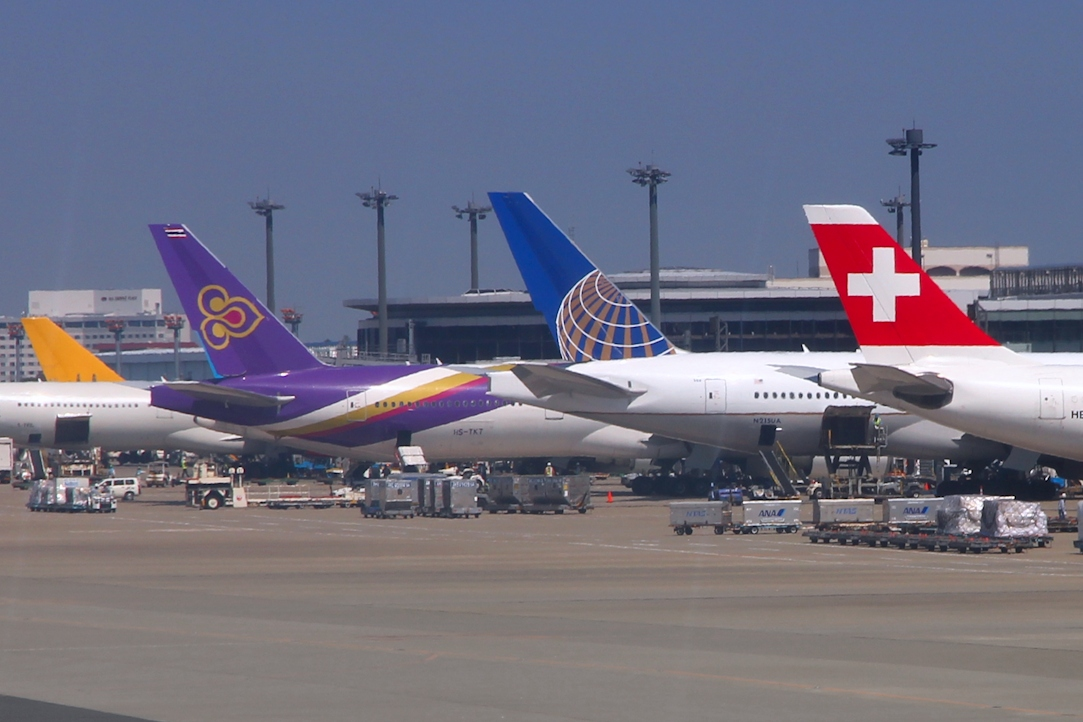
هواپیماهای چندین ایرلاین در فرودگاه فرامرزی ناریتا

شرکت هواپیمایی، خط هوایی (به فرانسوی: Ligne aérienne) یا ایرلاین (به انگلیسی: Airline) به یک گروه تجاری گفته می‌شود که با بهره‌گیری از خط‌های هوایی مسافر یا بار، جابجا می‌کند.
شرکت هواپیمایی شرکتی است که خدمت‌های ترابری هوایی را برای مسافران یا برای جابه‌جایی بار ارائه می‌دهد. خطوط هوایی از هواپیما برای این خدمات بهره می‌گیرند و ممکن است برای توافق‌نامه‌های Codeshare با دیگر شرکت‌های هواپیمایی مشارکت یا اتحاد ایجاد کنند. به‌طور کلی، شرکت‌های هواپیمایی با گواهی عملیاتی هوایی یا مجوز صادر شده توسط یک نهاد حمل و نقل هوایی دولتی شناخته می‌شوند. خطوط هوایی ممکن است برنامه‌ریزی شده یا اپراتورهای منشور باشد.
خط‌های هواپیمایی گوناگون معمولاً بلیت‌های هواپیما را به مقصدهای خود به صورت سیستمی می‌فروشند یا به صورت توزیع چارتری بین آژانس‌های هواپیمایی امکان ایجاد تورهای گردشگری داخلی و خارجی را به آن‌ها می‌دهند.

## پیشینه
نخستین شرکت هواپیمایی جهان شرکت Deutsche Luftschiffahrts-Aktiengesellschaft در فرانکفورت آلمان بود.
اولین شرکت هواپیمایی برنامه‌ریزی شده در اول ژانویه سال ۱۹۱۴ آغاز به کار کرد. این پرواز توسط خلبان تونی جاننوس و از سن پترزبورگ، فلوریدا، به تامپا، فلوریدا انجام می‌شد و توسط سن پترزبورگ–تامپا ایربوت لاین اداره می‌شد.

## شرکت‌های هواپیمایی بزرگ جهان
بسیاری از کشورها دارای شرکتهای هواپیمایی ملی هستند که دولت آن را در اختیار دارد و اداره می‌کند. شرکتهای هواپیمایی کاملاً خصوصی برای نگرانی‌های اقتصادی، سیاسی و ایمنی در معرض مقررات دولت هستند.
ایالات متحده، استرالیا و تا حد کمی کمتر برزیل، مکزیک، هند، انگلستان و ژاپن خطوط هوایی خود را «تنظیم» کرده‌اند. در گذشته، این دولت‌ها هواپیماهای هوایی، شبکه‌های مسیر و سایر شرایط عملیاتی را برای هر شرکت هواپیمایی دیکته می‌کردند. از زمان مقررات زدایی، خطوط هوایی تا حد زیادی برای مذاکره در مورد ترتیبات عملیاتی خود با فرودگاه‌های مختلف با توجه به تقاضای بازار آزاد بوده‌اند. ایالات متحده آمریکا صدها شرکت هواپیمایی را راه اندازی کرده‌است (گاهی اوقات فقط برای یک دوره کار کوتاه).
بزرگ‌ترین شرکت‌های هواپیمایی مسافربری جهان (انتخاب شده توسط SkyTrax) در سال ۲۰۱۷ عبارتند از:
1. قطر ایرویز
2. سنگاپور ایرلاینز
3. آل نیپون ایرویز
4. هواپیمایی امارات
5. کاتای پاسیفیک
6. اوا ایر
7. لوفت‌هانزا
8. هواپیمایی اتحاد
9. هاینان ایرلاینز
10. ترکیش ایرلاینز

## بر پایه کشور

### ایران
اگرچه ایران از نخستین کشورهای خاورمیانه بود که به ویژه در دوره پهلوی دوم، توانست ایرلاین‌هایی فرامرزی چون ایران‌ایر برای خود بسازد، اما به دلیل تحریم و مشکل‌های اقتصادی و سیاسی، تا چند دهه پس از انقلاب ۱۳۵۷، دچار کمبود هواپیما، کمبود قطعه و کاهش پتانسیل در این بخش شد. اگرچه تلاش‌هایی برای خرید هواپیماهای جدید نیز پس از انقلاب ۱۳۵۷ انجام شد اما به دلیل مشکلات سیاسی، حاصلی نداشتند.
در بخش ترابری هوایی ایران ۱۹ خط هوایی خارجی و ۲۶ خط هوایی داخلی وجود دارند که رئیس سازمان هواپیمایی کشوری ایران در تیر ۱۳۹۲ پروانه بهره‌برداری هشت شرکت هواپیمایی غیرفعال (هواپیمایی آرام ایر (باری)، اطلس ایر، ایلام‌ایر (راه کربلا)، هواپیمایی پاسارگاد، هواپیمایی تهران ایر، هواپیمایی سفیران، هواپیمایی صها، و هواپیمایی صافات) را لغو کرد و هم‌اکنون ۲۵ شرکت هواپیمایی ایرانی به شرح زیر فعال هستند:
- هواپیمایی جمهوری اسلامی ایران (ایران ایر) (۱۳۴۰)
- هواپیمایی ایران ایرتور (۱۳۵۱)
- هواپیمایی آسمان (۱۳۵۹)
- هواپیمایی ساها (۱۳۶۹)
- هواپیمایی کیش (۱۳۷۰)
- هواپیمایی ماهان (۱۳۷۱)
- هواپیمایی کاسپین (۱۳۷۱)
- هواپیمایی چابهار (۱۳۷۸)
- هواپیمایی فارس ایر قشم (باری) (۱۳۸۱)
- هواپیمایی زاگرس (۱۳۸۴)
- هواپیمایی تابان (۱۳۸۴)
- هواپیمایی آتا (۱۳۸۷)
- هواپیمایی معراج (۱۳۸۹)
- هواپیمایی سپهران (۱۳۹۰)
- هواپیمایی قشم (۱۳۹۱)
- هواپیمایی پویا (۱۳۹۱)
- هواپیمایی پارس (۱۳۹۴)
- هواپیمایی کارون (۱۳۹۶)
- هواپیمایی وارش (۱۳۹۶)
- هواپیمایی فلای پرشیا (۱۳۹۶)
- هواپیمایی آساجت (۱۳۹۶)
- هواپیمایی ایر وان (۱۳۹۶)
- هواپیمایی طوس (۱۳۹۹)
- هواپیمایی یزد (۱۴۰۱)
- هواپیمایی اطلس (باری) (۱۴۰۱)
- [[هواپیمایی آوا]] (۱۴۰۲)